# Liste d'objets épars
Cet article recense une partie des objets épars découverts, les plus brillants. Le site de William Robert Johnston en recense 593 au 17 juillet 2022, sous le nom SDO (Scattered Disk Object).

## Objets épars
- (26181) 1996 GQ21
- (15874) 1996 TL66
- (523965) 1998 XY95
- (612084) 1999 CF119
- (181868) 1999 CG119
- 1999 CY118
- 1999 CZ118
- (38084) 1999 HB12
- (181874) 1999 HW11
- (40314) 1999 KR16
- (44594) 1999 OX3
- (181902) 1999 RD215
- (612101) 1999 RJ215
- 1999 RU214
- 1999 RZ214
- (29981) 1999 TD10
- (60458) 2000 CM114
- (524049) 2000 CQ105
- (118702) 2000 OM67
- (87269) 2000 OO67
- (469333) 2000 PE30
- (138628) 2000 QM251
- (182223) 2000 YC2
- (82158) 2001 FP185
- (82155) 2001 FZ173
- 2001 KZ76
- (612245) 2001 QX322
- 2002 CP154
- (119878) 2002 CY224
- 2002 GB32
- (182933) 2002 GZ31
- (65407) 2002 RP120
- (84522) 2002 TC302
- (617103) 2003 FM129
- (506479) 2003 HB57
- 2003 LA7
- 2003 SS422
- 2003 WQ188
- (612732) 2003 YQ179
- 2004 KH19
- (184212) 2004 PB112
- 2004 PD112
- (307982) 2004 PG115
- (612883) 2004 TF282
- (620057) 2005 CG81
- 2005 LC54
- 2005 NU125
- (134210) 2005 PQ21
- (469750) 2005 PU21
- (303775) 2005 QU182
- 2005 RH52
- (145451) 2005 RM43
- (613037) 2005 RP43
- (145474) 2005 SA278
- 2005 VX3
- 2006 BS284
- 2006 HH123
- (613411) 2006 HQ122
- (613412) 2006 HV122
- 2006 HX122
- 2006 QH181
- (613469) 2006 QJ181
- (308933) 2006 SQ372
- 2006 WG206
- 2007 BP102
- 2007 LF38
- (597614) 2007 RM314
- (523622) 2007 TG422
- (527603) 2007 VJ305
- (613908) 2007 VK305
- (523624) 2008 CT190
- (470593) 2008 LP17
- (470599) 2008 OG19
- (305543) 2008 QY40
- (528381) 2008 ST291
- 2009 DJ143
- 2009 MF10
- (386723) 2009 YE7
- (523635) 2010 DN93
- 2010 EQ65
- (552555) 2010 ER65
- (471137) 2010 ET65
- (471151) 2010 FD49
- (471152) 2010 FE49
- 2010 JJ124
- 2010 KZ39
- 2010 MR116
- (336756) 2010 NV1
- 2010 PT66
- 2010 PU75
- (523639) 2010 RE64
- (589683) 2010 RF43
- 2010 RF188
- (529940) 2010 TB192
- 2010 TJ
- (471210) 2010 VW11
- (445473) 2010 VZ98
- 2010 XE91
- 2011 BR163
- 2011 BT163
- 2011 HO60
- 2011 HP83
- 2011 UQ411
- 2011 WJ157
- (530955) 2011 YN79
- (531015) 2012 BX154
- 2012 EE18
- (451657) 2012 WD36
- (542258) 2013 AP183
- 2013 AR183
- (620074) 2013 AT183
- 2013 FG28
- 2013 FQ28
- 2013 FS28
- (532037) Chiminigagua
- (496315) 2013 GP136
- (500876) 2013 JD64
- 2013 JU63
- (523675) 2013 PV74
- (552033) 2013 RO98
- 2013 SL102
- (437360) 2013 TV158
- (523680) 2013 YJ151
- (543354) 2014 AN55
- (523683) 2014 CP23
- (523692) 2014 EZ51
- 2014 FC69
- 2014 FH72
- 2014 FJ72
- 2014 FL70
- 2014 FL72
- 2014 FV71
- 2014 FX71
- (523699) 2014 GH54
- (578835) 2014 GL54
- (556004) 2014 HA200
- (533508) 2014 HC200
- (523706) 2014 HF200
- (501546) 2014 JJ80
- (533560) 2014 JM80
- 2014 JU80
- (533563) 2014 JW80
- 2014 KA102
- (523718) 2014 KZ101
- (523719) 2014 LM28
- (523722) 2014 LV28
- (523726) 2014 MJ70
- (501581) 2014 OB394
- 2014 OJ394
- (602716) 2014 OP394
- (543735) 2014 OS394
- (480017) 2014 QB442
- 2014 QC442
- (534073) 2014 QL441
- (472262) 2014 QN441
- 2014 SG350
- 2014 SV349
- 2014 SY349
- 2014 UD228
- 2014 UN225
- (534627) 2014 UV224
- 2014 UZ224
- 2014 US277
- 2014 WB556
- (523765) 2014 WD510
- 2014 WN510
- (505679) 2014 WT69
- (523774) 2014 XV40
- (535228) 2014 YE50
- (523777) 2014 YF50
- (535230) 2014 YH50
- (523778) 2014 YK50
- 2015 BP519
- (559800) 2015 DW224
- 2015 GR50
- 2015 GW55
- 2015 KF172
- 2015 KH162
- 2015 RK258
- 2015 RQ281
- 2015 UH87
- 2015 VG168
- 2015 VO166
- 2016 FN59
- 2017 DP121
- 2017 FO161
- 2017 OK69
- 2017 SN132
- 2017 VO34
- 2017 WH30
- 2018 AX18
- 2018 JT6
- 2018 JU6
- 2018 VO35
- C/2015 ER61 (PANSTARRS)[2]
- (471143) Dziewanna
- (225088) Gonggong
- (229762) Gǃkúnǁ'hòmdímà
- MA45217
- Super-Pluton (hypothétique)
- (42355) Typhon
- (136199) Éris

## Satellites naturels
- Dysnomie (lune d'Eris)
- Échidna (lune de Typhon)
- Xiangliu (lune de Gonggong)